# 녹파잡기
《녹파잡기》(綠波雜記)는 조선 후기의 문인 한재락이 평양 기생과 기방 주변들의 남성들을 기록한 책이다. 전2권 1책. 17장으로 되어 있다.

## 개요
《녹파잡기》의 제목인 녹파(綠波)는 고려 중기의 시인이자 서경(평양) 출신이었던 정지상(鄭知常)이 대동강(大同江)을 보며 읊은 한시 송인(送人)의 마지막 구절인 '해마다 이별의 눈물만을 푸른 물결에 더할 뿐(別淚年年添綠波)'에서 따온 것으로 평양을 지칭하는 말이었다. 평양은 옛 고도인 동시에 색향(色鄕)으로 불릴 정도로 기생들로 유명한 고을이었다. 성립 시기는 《녹파잡기》의 발문을 지은 신위(申緯)가 지은 7언 한시 발문인 제우화노인녹파잡기(題藕花老人綠波雜記) 8수가 실린 《경수당전고》(警修堂全藁)제15책 강도록(江都錄)의 작품들이 수록된 시기인 조선 순조(純祖) 28년(1828년) 9월부터 30년(1830년) 4월, 이상적(李尙迪)이 변려문 형식으로 지은 녹파잡기서가 작성된 계사년(1833년, 순조 33년)의 두 시점 사이로 짐작된다.
《녹파잡기》의 구성은 다음과 같다.
- 권1: 평양 기생 65인(서경잡기본에는 66인)의 이야기.
- 권2: 평양의 기방 주변 남성 다섯 명[1]의 이야기.

저자 한재락은 호가 우화노인으로, 개성에 인삼밭을 소유한 부유한 집안의 자제였다. 그의 아버지 한석호(韓錫祜, 1750년~1808년)는 문장으로 이름이 높아, 연암 박지원(朴趾源)이 개성 연암협(燕巖峽)에 머물 때 그에게 찾아가 수학했고, 손윗형 재렴(在濂)은 순조 4년(1804년)에 진사에 합격해(《사마방목》) 박지원의 처남 이재성(李在誠)에게 배우고 서대문 밖의 자택 우화당(藕花堂)을 거점으로 북학파(北學派)와 교류하였다. 한재락은 사마시에 낙방한 뒤 벼슬에 나가지 않고 순조 20년(1820년) 9월 이전을 즈음해 신위의 시사(詩社)에 참여하여 시문이나 짓고 기생들과 즐기며 여생을 보냈다. 녹파잡기는 한재락이 당시 만나고 교유했던 평양의 기생 66인의 이름과 용모, 인상, 특징과 기예에 대한 이야기를 간결한 문장으로 서술하였다. 단순히 인적 정보의 전달에 그치지 않고, 거의 대부분의 기생들을 일부러 찾아가 그들의 노래를 듣고 춤을 보면서 한 사람 한 사람의 특징을 포착해 그것을 애정어린 문장으로 전달하고 있다.

## 간본
《녹파잡기》의 간본은 이가원(李家源)이 소장했던 삼산이수당(三山二水堂) 정정본(단국대학교 도서관 소장)과, 박제가의 친척으로써 《연계기정》(燕薊紀程)의 저자로 알려진 심전 박사호(朴思浩)의 《서경잡기》(西京雜記)에 실린 것(고려대학교 육당문고 소장) 두 가지가 있다. 이름은 알려지지 않고 삼산이수당이라는 호만 확인된 인물이 원본 또는 다른 필사본을 저본으로 틀린 글자를 정정해가며 필사한 이 사본은 신위의 발문(칠언고시 8수)과 이상적의 서문, 동산(東山, 필사자는 청 초의 문인 여회로 착각했지만 실은 명 초기의 시인 고계)이라는 호를 지닌 인물이 지은 매화라는 한시가 수록되어 있고, 곳곳에 작은 글씨로 비평을 적어 놓았다. 필사 시기는 임인년으로 이는 헌종(憲宗) 8년(1842년) 또는 고종(高宗) 광무(光武) 6년(1902년) 가운데 하나로 추정되고 있다. 서경잡기본은 삼산이수당 정정본과 비교해 오자가 많지만, 삼산이수당 정정본에는 없는 패옥(佩玉)의 이야기를 수록하고 있다.

## 가치
《녹파잡기》는 한국에서 기생을 처음으로 체계적 연구를 행한 이능화의 《조선해어화사》(朝鮮解語花史)에서조차 다루지 않은 희귀 자료이다. 《녹파잡기》는 그 구성이나 편찬 동기에서 중국의 《판교잡기》(板橋雜記)에 영향을 받은 것으로 알려져 있다. 《녹파잡기》의 서문을 지은 이상적과 발문을 지은 신위 모두 《녹파잡기》와 《판교잡기》의 관계를 언급하고 두 책이 서로 관련되었음을 언급하였다. 《판교잡기》는 청 왕조 초기의 문인인 여회(余懷, 1616년 ~ 1696년)가 강희(康熙) 32년(1693년) 명 말기에서 청 초기에 이르는 시기 판교 즉 난징(南京)의 기방과 이름난 기생들의 풍정을 묘사한 소품서로, 만주족 청 왕조의 침략으로 몰락해가던 재자가인들의 이야기를 비탄과 애상에 젖은 눈으로 기록했다는 평가를 받는다.
한재락의 《녹파잡기》에서도 한재락 자신이 마음에 두었던 기생들의 후일담이 많이 기록되어 있는데, 고관이나 부유한 상인의 첩이 되거나 늙어 주막집 술할미로 물러난 경우들에서는 한재락의 아쉬움 또는 인생에 대한 연민이 드러나고 있다는 평가를 받는다. 《판교잡기》가 화려했던 지난 날의 모습을 회상하면서 비탄에 잠겨있다면 《녹파잡기》는 태평 시절의 기방 풍속을 절실하게 묘사하고 있다는 점에서 차이를 보인다. 평양과 난징 모두 한 나라의 도읍지였다가 권력은 사라지고 재화와 여색만이 남아 유흥의 고장으로 이름이 나게 되었다는 점에서 공통점이 있었다. 18세기에서 19세기 조선의 문인들은 출세길에서 멀어진 뒤 이 《판교잡기》 등의 책들을 읽으며 기생에 관한 기록들을 남기기 시작했고, 대부분은 단편적이었다.

## 참고
- 한재락 지음, 이가원·허경진 옮김, 《녹파잡기》, 김영사, 2007년 3월 26일
- 한재락 지음, 안대회 옮김, 《녹파잡기》, 휴머니스트, 2017년 11월 20일